# Rafael Estrella Ureña
Juan Rafael Estrella Ureña (10 de noviembre de 1889 - 16 de septiembre de 1945) fue un político y abogado dominicano. Seguidor de la ideología de Eugenio María de Hostos, Estrella Ureña fue presidente de la República Dominicana en un breve período en 1930.
Fue Vicepresidente Constitucional de la República Dominicana junto al dictador Rafael Leónidas Trujillo, durante el período 1930-1932. Conspiró con Trujillo y otros dirigentes a la caída del gobierno de Horacio Vásquez, y una vez firmada la renuncia del presidente y del vicepresidente, Rafael Estrella Ureña en su calidad de secretario del Interior y Policía asume como presidente constitucional para concluir el período de Vásquez, hasta el 16 de agosto de 1930, conforme a la Constitución reformada de 1929.

## Biografía
Estrella Ureña nació el 10 de noviembre de 1889, en Santiago de los Caballeros. Fueron sus padres Juan Bautista Estrella Durán y Juana Antonia Ureña Estévez de origen blanco colonial. Su preparación académica primaria, los realizó en su ciudad natal, Santiago. Tiempo después, se va con su familia a vivir a la ciudad de Santo Domingo, en donde realiza sus estudios universitarios, en la Universidad de Santo Domingo. Estrella Ureña estudió Derecho, y durante sus años en la universidad se mezcló con jóvenes seguidores de la Doctrina de Eugenio María de Hostos, lo que cambió su forma de pensar.
Durante el gobierno de Eladio Victoria, se opuso rotundamente, y también, se sintió desconforme con el asesinato del presidente Ramón Cáceres. Este rechazo rotundo de Estrella, le dio la gran idea, de conspirar en contra de este gobierno, y forman junto a otros jóvenes el "Partido Liberal Reformista", el cual fue fundado bajo la ideología del gran maestro Eugenio María de Hostos. También, cabe destacar, valga la redundancia, que manifestó su descontento al Gral. José Bordas Valdez, quién tenía claras intenciones de mantenerse en el poder, por lo que hizo una campaña violenta en contra de este. Debido a esto, surgieron diversas concentraciones de personas en las ciudades y Estrella Ureña, por el contrario fue encarcelado.
Para las elecciones de 1924, Estrella Ureña apoya rotundamente a Horacio Vásquez, en donde hizo campaña a favor de este, para que llegara al poder, tal cual sucedió. En 1925, funda el "Partido Republicano". Durante el gobierno de Horacio Vásquez, fue nombrado en la cartera de Justicia e Instrucción Pública.
Estrella conspiró junto a Rafael Leónidas Trujillo, que en ese entonces era el Jefe de las Fuerzas Armadas, a la caída del gobierno de Horacio Vásquez; debido a esto, Vásquez se ve obliga a renunciar, lo mismo sucedió con su vicepresidente, el Dr. José Dolores Alfonseca. Estrella, antes de dar el golpe a Vásquez, logra que este lo designe como Ministro de Interior y Policía, ya que de esta forma, sustituiría a Vásquez como presidente, debido a que también había renunciado el vicepresidente y por ende, el cargo le tocaba a este ministro, en conformidad a la Constitución reformada de 1929. De esta forma llega Estrella Ureña a la presidencia del país, aunque quien controlaba el poder era Trujillo. 
En 1930 organizó las elecciones que dieron el triunfo a Trujillo, y él fue designado vicepresidente.
Según historiadores como Reynaldo R. Espinal y Quisqueya Lora, Trujillo lo obligó a renunciar en 1932, usando como excusa un problema de salud. Otros afirman que la relación entre ambos se deterioró, y que Trujillo lo presionó hasta hacerlo renunciar.
En los últimos años de su vida desempeñó el cargo de Juez de la Suprema Corte de Justicia. Estrella cae enfermo y es sometido a una operación quirúrgica, pero este no logró sobrevivir, por lo que fallece el 16 de septiembre de 1945. De acuerdo con algunos historiadores y reportes periodísticos, hay indicios de que la muerte de Estrella Ureña no se debió solo a complicaciones quirúrgicas, sino que podría haber sido consecuencia de una acción intencionada del régimen de Trujillo, quien supuestamente habría intervenido en el tratamiento médico mediante el cirujano que la operó. Luego de su fallecimiento, Trujillo proclamó tres días de duelo oficial en el país.